# John Barlow (Geistlicher)

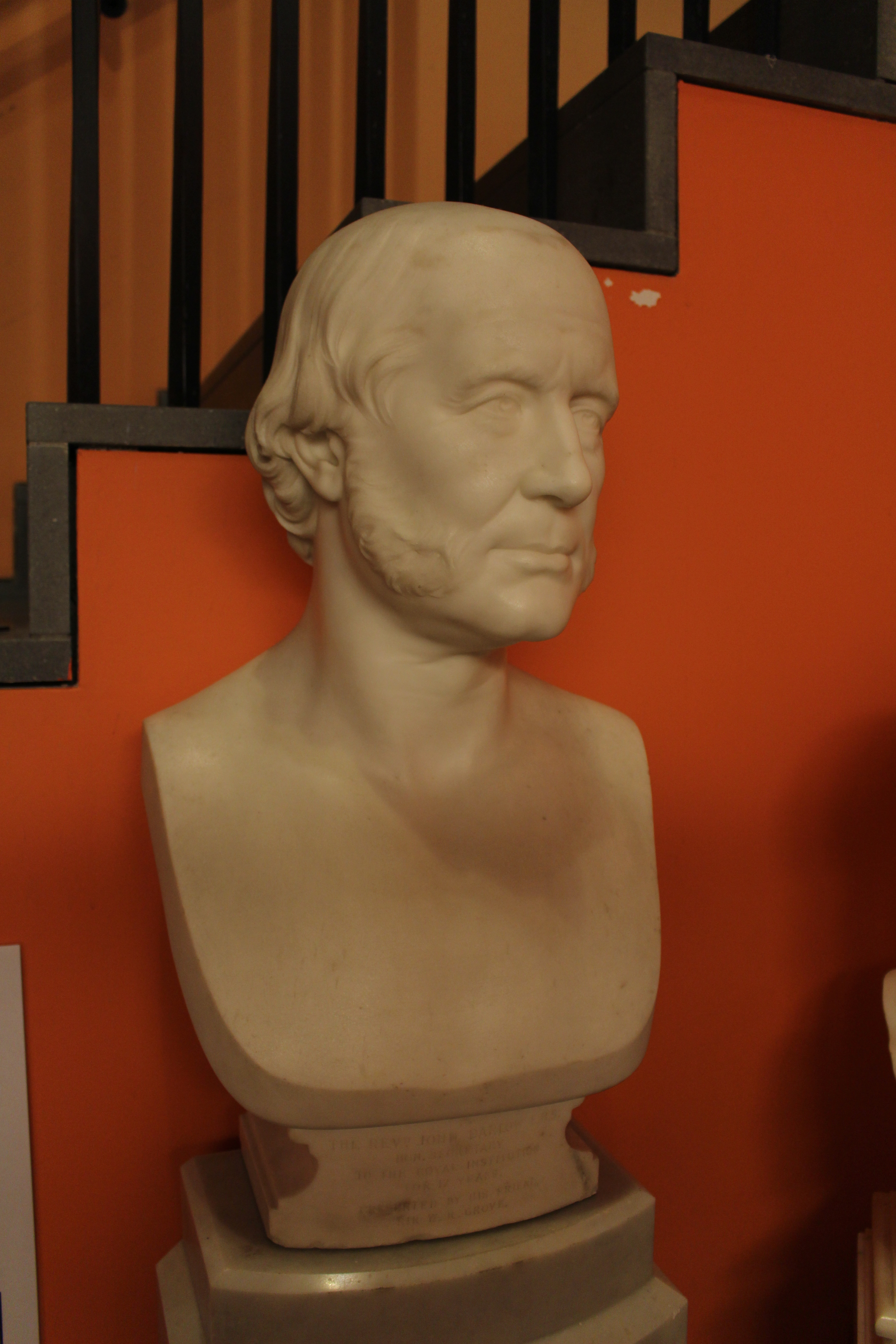
John Barlow

John Barlow (* 1798; † 1869) war ein britischer Geistlicher, Sekretär der Royal Institution of Great Britain und um 1855 Chaplain-in-Ordinary  to Her Majesties Houshold am Kensington Palace.
Er wurde zum Master promoviert und Mitglied der Royal Society. Er wurde Vizepräsident und Schriftführer der Royal Institution of Great Britain und Organisator der Freitagabend-Vorlesungen, in denen Faraday unter anderem die spektroskopischen Untersuchungen Bunsens vortrug.

## Veröffentlichungen
- On the formation and some of the properties of cymidine, the organic base of the cymol series